# Le Secret de Nick
Le Secret de Nick (No Good Nick) est une série télévisée américaine en vingt épisodes d'environ 30 minutes créée par David H. Steinberg et Keetgi Kogan, mise en ligne en deux parties les 15 avril et 5 août 2019 sur la plateforme de vidéo à la demande Netflix.

## Synopsis
La vie de la famille Thompson va se trouver bouleversée quand Nick (Siena Agudong) débarque chez eux, une jeune arnaqueuse de 13 ans qui n'a qu'un seul objectif : prendre sa revanche sur cette famille qu'elle juge responsable de la déchéance de la sienne.

## Distribution

### Acteurs principaux
- Siena Agudong (en) (VF : Lisa Caruso) : Nicole « Nick » Franzelli
- Lauren Lindsey Donzis (VF : Alice Orsat) : Molly Thompson
- Kalama Epstein (VF : Gabriel Bismuth-Bienaimé) : Jeremy Thompson
- Sean Astin (VF : Christophe Lemoine) : Ed Thompson
- Melissa Joan Hart (VF : Laëtitia Lefebvre) : Liz Thompson

#### Acteurs récurrents
- Kyla-Drew (VF : Aurélie Konaté) : Becky, amie de Molly
- Sanai Victoria (VF : Lila Lacombe) : Tamika, amie de Molly
- Tiana Le : Xuan, amie de Molly
- Eddie McClintock : Tony Franzelli, père de Nick
- Molly Hagan : Dorothy
- Ted McGinley : Sam
- Alex Poncio : Jim
- Gus Kamp : Eric
- Marco Sanchez : Eduardo
- Lori Mae : Riley
- Josie Totah (VF : Camille Donda) : Lisa Haddad
- Jerry Trainor (VF : Constantin Pappas) : Todd
- Anthony Turpel : Will

### Guest Stars
- Ana Rey : Sheri ("Fausse identité")
- Elaine Kao : Ms Lee ("Fausse identité")

## Production
Le 21 septembre 2018, Deadline révèle que Netflix a commandé une saison de vingt épisodes de la série, dont le tournage commence dans la foulée. Il s'agit d'une sitcom tournée devant un public.
Le tournage se termine au cours du mois d'avril 2019. La dernière scène tournée en public a été tournée le 1er mars 2019.
Le 6 mars 2019, Netflix annonce la date de diffusion de la série, et en dévoile l'affiche promotionnelle. La première saison est séparée en deux parties dont la première sort le 15 avril 2019.
La seconde partie de la première saison est publiée sur Netflix le 5 août 2019. Durant ces épisodes, Jeremy va découvrir qu'il a une attirance pour un autre garçon, Eric, et va faire son coming out devant sa famille. Il s'agit de l'une des premières fois dans une série Netflix destinée à la jeunesse qu'un personnage principal est ouvertement gay.
Le 15 septembre 2019, Netflix annule la série.

## Épisodes
| Saison | Saison | Épisodes | Monde         | Monde       |
| Saison | Saison | Épisodes | Début         | Fin         |
| ------ | ------ | -------- | ------------- | ----------- |
|        | 1      | 20       | 15 avril 2019 | 5 août 2019 |

La série est découpée en deux parties. Elle contient au total vingt épisodes, dix dans chaque partie.
| №        | #  | Titre français                    | Titre original               | Diffusion mondiale |
| -------- | -- | --------------------------------- | ---------------------------- | ------------------ |
| Partie 1 |    |                                   |                              |                    |
| 1        | 1  | Fausse identité                   | The Catfish                  | 15 avril 2019      |
| 2        | 2  | Chat en poche                     | The Pig in the Poke          | 15 avril 2019      |
| 3        | 3  | Monnaie de singe                  | The Money-Box Scheme         | 15 avril 2019      |
| 4        | 4  | Chantage                          | The Badger Game              | 15 avril 2019      |
| 5        | 5  | Le pigeon                         | The Pigeon Drop              | 15 avril 2019      |
| 6        | 6  | Vol à la ramastic                 | The Glim Dropper             | 15 avril 2019      |
| 7        | 7  | Escroquerie à la charité          | The Charity Mugger           | 15 avril 2019      |
| 8        | 8  | À distance                        | The Block Out                | 15 avril 2019      |
| 9        | 9  | L'attaque de l'homme du milieu    | The Man in the Middle Attack | 15 avril 2019      |
| 10       | 10 | La carambouille                   | The Jam Auction              | 15 avril 2019      |
| Partie 2 |    |                                   |                              |                    |
| 11       | 1  | La journée des enfants au travail | The Bankjob                  | 5 août 2019        |
| 12       | 2  | Le tournoi de poker               | The Big Mitt                 | 5 août 2019        |
| 13       | 3  | Le cheval de Troie                | The Trojan Horse             | 5 août 2019        |
| 14       | 4  | Les clés de Mlle Chang            | Follow The Lady              | 5 août 2019        |
| 15       | 5  | Une affaire familiale             | The Italian Job              | 5 août 2019        |
| 16       | 6  | La box Bonne conscience           | The Mystery Shopper          | 5 août 2019        |
| 17       | 7  | Top Chef                          | The Pied Piper               | 5 août 2019        |
| 18       | 8  | L'élection au conseil des élèves  | The Diploma Mill             | 5 août 2019        |
| 19       | 9  | Le coffre                         | The Box Job                  | 5 août 2019        |
| 20       | 10 | Le jeu de dupes                   | The Fool's Errand            | 5 août 2019        |

## Commentaires
- Dans le générique, Nick tient dans sa main un objet différent dans chaque épisode, souvent en lien avec l'intrigue de ce dernier.
- En anglais, chaque épisode commence par le mot "The" excepté le 14e épisode intitulé "Follow The Lady" en V.O.
- Souvent, la deuxième partie de la première saison est considérée comme la deuxième saison par les fans. Cependant, les créateurs de la série ont exprimé que la seconde partie publiée sur Netflix durant l'été 2019 n'était que la seconde partie de la première saison, et non une nouvelle saison[7].
- Il y a un épisode consacré aux années 1990 dans la deuxième partie de la série. Durant cet épisode, Melissa Joan Hart et Sean Astin sont habillés comme les personnages qu'ils interprétaient dans leurs séries respectives durant ces années, à savoir Clarissa de la série Clarissa Explains It All et Rudy de la série éponyme[8].
- La partie 2 est sortie le jour de l'anniversaire de Josie Totah.

## Critiques
Les critiques soulignent souvent la difficulté de classifier la série, en disant que même si elle présente des adolescents vétérans de Disney, Freeform et Nickelodeon, la série présente des thèmes plus sombres et plus adultes que les séries des autres chaînes.
Cependant, il est souvent dit que la série se contente souvent d'appliquer un schéma parfois jugé trop semblable à celui de Nickelodeon ou Disney Channel, au même titre qu'Alexa et Katie. Par exemple, l'introduction de la notion de coming out dans la série pour pré-adolescents arrive quelques semaines seulement après la révélation du premier couple homosexuel chez Disney Channel dans Andi Mack.